# Moïse Amyraut
Moïse Amyraut, Moses Amyraldus en latin, né en septembre 1596 à Bourgueil, mort le 8 janvier 1664 à Saumur, est un théologien protestant français. L’un des théologiens les plus distingués et les plus influents du XVIIe siècle, il occupa une place importante dans l’histoire de la théologie réformée.
Il accueillit, vers la fin de sa vie, pendant deux années de 1662 à 1663, le jeune William Penn, inscrit à l'Académie protestante de Saumur et futur fondateur d ela ville de Philadelphie. 

## Biographie

### Enfance et formation
D’une famille honorable qui affirmait descendre des L’Amyrault d’Orléans, son père, désirant le voir succéder un jour à un de ses oncles dans la charge de sénéchal de Bourgueil, l’envoya suivre l’école de droit à Poitiers.
Le jeune Amyraut s’appliqua avec tant d’ardeur à l’étude de la jurisprudence, qu’au bout d’un an, il fut en état de prendre ses licences ; mais il n’alla pas plus loin dans une carrière qui semblait s’ouvrir à lui sous les plus heureux auspices. Les conseils de Bouchereau, ministre de Sancerre, fortifiés par l’impression profonde que lui laissa la lecture de l’Institution chrétienne de Calvin, le décidèrent à étudier la théologie. Dès qu’il eut obtenu le consentement de son père, qui ne renonça pas toutefois sans peine à des arrangements de famille[réf. nécessaire], il se rendit à Saumur, où le parti protestant avait une académie florissante. Cette ville, où il fit son cours d’études sous Cameron, se félicita d’un tel élève, et bientôt Amyraut fut professeur lui-même.

### Ministère
Lorsque Daillé fut appelé à Charenton, en 1626, l’église de Saumur choisit Amyraut pour le remplacer, en même temps que celles de Rouen et de Tours le demandaient pour pasteur. Saumur l’emporta et le chargea en même temps de remplir provisoirement à l’académie, de concert avec Cappel qu’elle lui adjoignit, la chaire de théologie. En 1631, Amyraut fut député par la province d’Anjou au synode national de Charenton, qui le chargea avec François de Montauban de Rambault, seigneur de Villars et ancien de l’église de Gap, de porter en cour les remerciements des églises pour la permission qu’elles avaient obtenue de s’assembler, et aussi leurs représentations.

Des difficultés s’élevèrent tout d’abord sur la manière dont cette requête serait présentée. Richelieu voulait que, conformément à un cérémonial reçu, les députés du synode parlassent au roi à genoux ; mais après de longues négociations, la fermeté d’Amyraut obtint la suppression en fait de cet usage humiliant, moyennant sans doute la concession qu’il fit de dire en commençant son discours : 

« Sire, les députés reconnaissant la liberté de laquelle ils jouissent par la grâce de Votre Majesté, viennent ployer les genoux devant elle pour lui en faire l’hommage en révérence avec tous les ressentiments de gratitude dont l’esprit humain peut être capable. »

Sa harangue plut fort au cardinal de Richelieu qui conçut pour lui beaucoup d’estime et qui lui fit l’honneur de le consulter sur son fameux projet de réunion des deux Églises. Le 18 juin 1632, Amyraut assista au synode provincial de Bauge. L’année suivante (juin 1633) il subit avec Louis Cappel et Josué de La Place, devant le synode tenu à Saumur, les épreuves réglementaires. Il y satisfit et soutint sa thèse, De Sacerdotio Christi, à l’applaudissement général. Il entra ainsi en exercice en même temps que deux collègues, avec lesquels il se lia d’une étroite amitié que n’altéra jamais la différence de leurs opinions sur certains points de la dogmatique. Leur affection dut lui être d’autant plus précieuse qu’il ne tarda pas à se trouver engagé dans une ardente polémique et exposé aux plus vives attaques.

### Polémiques autour de la «doctrine de Saumur»
Disciple aimé de Cameron, il avait adopté la doctrine de Saumur de Cameron, système de conciliation entre l’arminianisme et le gomarisme imaginé par son maître, et ses relations intimes avec Paul Testard, pasteur de Blois, l’avaient encore affermi dans ses convictions.
La querelle n’était pas assoupie entre les deux partis qui avaient divisé le synode de Dordrecht ; peut-être Amyraut espéra-t-il y mettre un terme en se portant comme médiateur. Ce fut en 1634 qu’il publia son traité De la prédestination, où il développa avec une sagacité et une érudition remarquables sa doctrine sur la prédestination. Selon lui, Dieu désire le bonheur de tous les hommes et personne n’est exclu par un décret divin des bienfaits que procure la mort de Jésus-Christ ; cependant nul non plus ne peut y participer ni par conséquent être sauvé, à moins de croire en Jésus-Christ. Dieu, dans sa bonté immense et universelle, ne refuse à personne le pouvoir de croire; mais il n’accorde pas à tous l’assistance nécessaire pour qu’ils fassent usage de ce pouvoir, en sorte que plusieurs périssent par leur faute, sans qu’on puisse accuser la bonté de Dieu. Cette doctrine, que l’on désigne sous le nom d’universalisme hypothétique, lui attira des ennemis et fut vigoureusement attaquée par André Rivet, Friedrich Spanheim, Johann Heinrich Heidegger, Pierre Dumoulin, Pierre Jurieu, qui la traitèrent de pélagianisme déguisé et accusèrent l’auteur de contrevenir aux décisions du synode de Dordrecht pour favoriser l’arminianisme.
En vain Amyraut voulut-il couvrir sa doctrine du nom de Calvin, en soutenant que ce réformateur avait enseigné la grâce universelle, il ne put convaincre ses adversaires et la question fut portée devant le synode national d'Alençon de 1637. L’animosité contre le professeur de Saumur était telle que plusieurs députés ne parlaient de rien moins que de le déposer. Mais à cette époque déjà, il commençait à s’opérer dans les croyances de l’Église protestante française un changement dont on doit peut-être chercher la cause principale dans la défense, faite dès 1623, d’admettre les étrangers aux fonctions pastorales et d’envoyer les jeunes candidats au ministère faire leurs études hors du royaume.
Avant cette défense, beaucoup de pasteurs sortaient chaque année des universités de Suisse et de Hollande, de celle de Genève surtout où dominaient les doctrines du calvinisme pur ; mais lorsque Louis XIII eut déclaré qu’il ne permettrait plus à l’avenir qu’on mit à la tête des églises des ministres formés dans les écoles étrangères, les jeunes protestants qui se destinaient à la carrière théologique furent forcés de faire leurs études dans l’une des trois universités de Saumur, de Montauban ou de Nîmes. La première, qui était la plus célèbre, attira le plus grand nombre d’étudiants, surtout des provinces de deçà la Loire.
Comme Cameron professait à Saumur des principes d’une tolérance assez large, il en résulta naturellement une modification notable dans les opinions du clergé protestant de France. Aussi le synode d’Alençon refusa-t-il de s’associer aux mesures de rigueur que beaucoup de députés, principalement parmi ceux des églises du midi, réclamaient contre Amyraut. Sans s’arrêter aux lettres qui lui avaient été écrites par les universités de Genève et de Leyde, l’assemblée se déclara satisfaite des explications qu’il donna, ainsi que le pasteur Testard, et les renvoya l’un et l’autre honorablement en leur recommandant la discrétion et la prudence, et en imposant sur ces questions aux deux partis un silence qui fut mal gardé.
Continuant à être attaqué, Amyraut se défendit. De nouvelles plaintes furent donc portées contre lui au synode de Charenton de 1645, qui se montra peu disposé à y donner suite, et qui se contenta de renouveler la défense de « disputer sur des questions inutiles, qu’on ne propose que par pure curiosité et pour faire paraître la subtilité de son esprit. » II ne tarda pas à donner d’ailleurs au professeur de Saumur une preuve de la haute estime qu’il avait pour lui, en le chargeant d’entrer en conférences avec La Milletière contre qui il avait déjà soutenu une vive polémique. Mais en disputant de vive voix, les deux controversistes ne purent pas mieux parvenir à s’entendre.
De retour à Saumur, Amyraut, tout en s’occupant de travaux plus utiles, continua de repousser avec autant de sagacité que de modération les attaques des adversaires de son système. Ces luttes incessantes étaient pénibles pour un homme d’un caractère doux et affable comme il était ; aussi se prêta-t-il de grand cœur à une réconciliation avec Rivet. Du Moulin et le pasteur de la Rochelle, Philippe Vincent, qui avait chaudement combattu ses principes sur l’obéissance passive.

### Directeur de l'Académie de Saumur et contributeur aux travaux des synodes réformés
Il avait été député, en 1638, au synode de Bellesme : il fut nommé recteur de l’académie de Saumur en 1639, principal en 1640, « tant à cause, de sa grande suffisance pour toutes les fonctions de ladite charge, que particulièrement afin de le retenir et conserver à cette académie en cas que son indisposition l’obligeât à se décharger d’une partie ou de tout l’exercice de son ministère. » En 1642, 1645, 1647, 1652, 1656, il prit encore part aux travaux des synodes de diverses provinces et, en 1658, il se rendit à Bourbon et à Paris sans doute pour le soin de sa santé qui allait s’affaiblissant.
En 1659, la province d’Anjou enleva une fois Amyraut encore à ses doubles fonctions pour l’envoyer, en qualité de son représentant, au synode national de Loudun. Ce synode lui confia le soin de publier, avec Blondel, Gaultier et Calelan, une édition correcte de la discipline des églises réformées de France. Après la clôture des séances de cette assemblée, Amyraut retourna à Saumur qu’il parait n’avoir plus quitté jusqu’à sa mort, survenue à l’âge de soixante-neuf ans, regretté des protestants, et estimé de la plupart des catholiques[réf. nécessaire].

### Famille
De son mariage avec Elisabeth Aubyneau, de la Rochelle, Amyraut eut deux enfants : une fille, Elisabeth (née en 1629) qui épousa Bernard de Haumont, depuis avocat du roi à Saumur, et un fils, Moïse (né en 1631), avocat distingué au parlement de Paris et gentilhomme ordinaire de la vennerie du Roi, qui eut 7 enfants de son épouse Marie Théard ; il se réfugia en Hollande à la révocation de l’édit de Nantes. Son portrait a été peint par Philippe de Champaigne et gravé par Pierre Lombard.

## Œuvres
- Traité des religions, contre ceux qui les estiment toutes indifférentes, 1631.
- Brief Traité de la prédestination, avec l'eschantillon de la doctrine de Calvin sur le même sujet, 1634, rééd. Hardpress Publishing, 2013, 396 p.
- Défense de la doctrine de Calvin sur le sujet de l'élection et de la réprobation, rééd. Nabu Press, 2010, 650 p.
- Discours sur l’estat des fidèles après la mort, 1646, rééd. Nabu Press, 2010, 254 p.
- Paraphrase de la Première Épître de saint Pierre (ch. II, v. 7), 1646.
- Apologie pour ceux de la religion, sur les sujets d'aversion que plusieurs pensent avoir contre leurs personnes et leur créance, 1647.
- Six livres de la vocation des pasteurs, 1649.
- Morale chrétienne, 6 vol., 1652-1660.
- Du gouvernement de l’Église contre ceux qui veulent abolir l’usage et l’autorité des synodes, 1653.
- Du règne de mille ans, ou De la Prospérité de l’Église, 1654.
- Discours de la souveraineté des rois, 1656, rééd. Hachette Livre BNF 2017 182 p.
- La Vie de François, seigneur de La Noue, dit Bras de fer, 1661.
- (la) Syntagma thesium theologicarum in Academia Salmuriensi variis temporibus disputatarum, 1664Coécrit avec Josué de la Place et Louis Cappel.

## Jugement et postérité
À des talents éminents, un parfait usage du monde, un caractère plein de bienveillance et de fermeté à la fois, Amyraut joignait une charité inépuisable. Pendant les dix dernières années de sa vie, il distribua aux pauvres, sans distinction de religion, les revenus de sa place de pasteur. Ce désintéressement ne put lui faire trouver grâce aux yeux des catholiques bigots qui lui intentèrent, en 1662, un procès au sujet de la taille. Le procureur général près de la cour des aides saisit même cette occasion pour obtenir un arrêt qui défendit à tous les ministres de prendre le titre de docteur en théologie. Amyraut trouva du moins une compensation à ces vexations, dans les témoignages de considération et de respect qu’il reçut jusqu’à la fin de sa vie d’un grand nombre de catholiques, parmi lesquels on cite des évêques, des archevêques, les cardinaux de Richelieu et de Mazarin, les maréchaux de Brézé et de La Meilleraie, et le premier président du parlement de Bourgogne, Le Goux de La Berebere.
Dogmatiste, exégète, moraliste et prédicateur renommé, Amyraut a beaucoup écrit, mais ses ouvrages sont fort rares. Personne n’avait soupçonné dans le sévère théologien Moïse Amyraut la passion de faire et de publier des vers jusqu’à la découverte par J. Taschereau, directeur de la Bibliothèque nationale, de deux volumes poétiques, qui pensa que les initiales M. A. pouvaient cacher le nom du ministre de Saumur.

### Études
: document utilisé comme source pour la rédaction de cet article.
- Célestin Port, Dictionnaire historique, géographique et biographique de Maine-et-Loire et de l'ancienne province d'Anjou : A-C, t. 1, Angers, H. Siraudeau et Cie, 1965, 2e éd. (BNF 33141105, lire en ligne)
- Charles Edmond Saigey, Moïse Amyraut, sa vie et ses écrits, Strasbourg, 1849.
- E. Haag, La France protestante, t. iii, Paris, Librairie Sandoz et Fischbacher, 1854, p. 185-210.
- Ernest Brette, Le système de Moïse Amyraut désigné sous le nom d'universalisme hypothétique, Montauban, 1855.
- Alexandre Vinet, Histoire de la prédication parmi les réformés de France au dix-septième siècle, Paris, Chez les éditeurs, 1860.
- André Sabatier, Étude historique sur l’universalisme hypothétique de Moïse Amyraut, Toulouse, Chauvin, 1867.
- Marc Fraissinet, Essai sur la morale d’Amyraut, Toulouse, A. Chauvin et fils, 1889.
- A. Galland, Les Pasteurs français et la royauté de droit divin de l’édit d’Alais à la révocation, Paris, Fischbacher 1929
- Richard Stauffer, Moïse Amyraut, un précurseur français de l’œcuménisme, Paris, Librairie protestante, 1962.
- François Laplanche, Orthodoxie et prédication. L’œuvre d’Amyraut et la querelle de la grâce universelle, Paris, Presses Universitaires de France, 1965.
- Brian G. Armstrong, Calvinism and the Amyraut heresy , 1969 .
- Duncker & Humblot, Calvinismus und französische Monarchie im 17, 1975.
- Les Relations entre la Touraine et la Pennsylvanie au XVIIe siècle : Moyse Amyraut et William Penn R. Fillet, Société d’études anglo-américaines des XVIIe et XVIIIe siècles, no 37, 1993, p. 121-142.
- Antoine Fleyfel, Les aspects désacralisants de la théologie de Moyse Amyraut, ETR, 2010, 85/1, p. 45-59.